# Rinorea oraria
Rinorea oraria és una espècie de planta amb flor que pertany a la família de les violàcies. És endèmica de Veneçuela.

## Descripció i distribució
Rinorea oraria és un arbre petit de 5-6 m d'alçada, amb fulles coriàcies i les seves flors són blanques.
És una espècie que sembla estar confinada a la seva ubicació tipus en els vessants de la Serralada de la Costa a Veneçuela, entre 700 i 800 m.